# جاستن إيلرز
جاستن مارك إيلرز (بالإنجليزية: Justin Mark Eilers؛ 28 يونيو 1978 – 25 ديسمبر 2008) هو مُقاتل فنون قتالية مختلطة أمريكي سابق.

## وصلات خارجية
- جاستن إيلرز على موقع يو إف سي (الإنجليزية)
- جاستن إيلرز على موقع شيردوغ (الإنجليزية)
- جاستن إيلرز على موقع IMDb (الإنجليزية)
- جاستن إيلرز على موقع قاعدة بيانات الفيلم (الإنجليزية)